# Мухина, Елена Антоновна
Елена Антоновна Мухина (род. 25 сентября 2002, Санкт-Петербург) — российская профессиональная баскетболистка.

## Карьера
Воспитанница петербургского баскетбола. Начинала свою карьеру в подэлитной Суперлиге в составе ивановской «Энергии». Затем несколько сезонов провела в фарм-команде курского «Динамо», где была ведущим игроком.
В июле 2024 года подписала контракт с клубом Премьер-Лиги «Нефтяник-Титан» (Омск). Дебютировала в элите 3 октября в матче первого тура чемпионата с МБА-МГУСиТ (57:81).
Вызывалась в юниорские и в молодежную сборную России. В мае 2024 года проходила сбор в составе главной национальной команды страны.

## Достижения
- Чемпионка Суперлиги (1): 2022/23.